# Arianna Morosin
Arianna Morosin es una deportista italiana que compitió en duatlón. Ganó una medalla de plata en el Campeonato Europeo de Duatlón de 2003.

## Palmarés internacional
| Campeonato Europeo | Campeonato Europeo | Campeonato Europeo | Campeonato Europeo |
| Año                | Lugar              | Medalla            | Prueba             |
| ------------------ | ------------------ | ------------------ | ------------------ |
| 2003               | Varallo (Italia)   | Medalla de plata   | Individual         |